# Aloe hybrid
Aloe hybrid é uma espécie de liliopsida do gênero Aloe, pertencente à família Asphodelaceae.